# Гагерик
Гагерик (Гогерик, Жери; лат. Gagericus, Gaugericus, фр. Gery; ок. 550—11 августа 625) — святой, епископ Камбре (589—625). День памяти — 11 августа.

## Биография
Святой Гагерик родился и жил в Ивуа (Eposium или Eposio Vicus, иначе Yvois, нынче Кариньян, что в Арденнских горах, в Трирской архиепархии (современная Германия). Его родители Гауденций (Gaudentius) и Австадиола (Austadiola) были галло-римлянами.
Святой Гагерик был рукоположён сначала в диаконы, потом в сан священника св. Магнериком, который был поражён способностью юноши читать Псалтирь по памяти. В 586 году архиепископом Реймсским Эгидием он был поставлен епископом епархии, включавшей города Камбре и Аррас. Гагериком была основана община монашествующих во имя святых Медарда и Лупа, давшая жизнь городу Брюссель. Он оставался епископом 39 лет и был известен своей непримиримой борьбой с язычеством.